# Burnilia pictifrons
Burnilia pictifrons är en insektsart som först beskrevs av Stsl 1864.  Burnilia pictifrons ingår i släktet Burnilia och familjen sporrstritar. Inga underarter finns listade i Catalogue of Life.